# Meduri
Meduri is een bestuurslaag in het regentschap Bojonegoro van de provincie Oost-Java, Indonesië. Meduri telt 4663 inwoners (volkstelling 2010).